# John Duigan
John Duigan (nascut el 19 de juny de 1949) és un director de cinema i guionista australià. És conegut sobretot per les seves dues pel·lícules de ficció autobiogràfica The Year My Voice Broke i La primera experiència, i la pel·lícula de 1994 Sirenes, protagonitzada per Hugh Grant.

## Biografia
Duigan va néixer a Hartley Wintney, Hampshire, Anglaterra de pare australià, i va emigrar a Austràlia el 1961.
Duigan va estudiar a la Universitat de Melbourne, on va residir a l'Ormond College i es va graduar el 1973 amb un màster en Filosofia. Mentre estava a la universitat, va treballar com a actor i director al teatre, i va actuar en diverses pel·lícules (incloses Brake Fluid, Bonjour Balwyn i Dalmas).
Va començar a dirigir pel·lícules el 1974, amb èxits primerencs com Mouth to Mouth, guanyador del premi del jurat als premis de l'Australian Film Institute (AFI) i Winter of our Dreams, pel qual va guanyar un premi Australian Writers' Guild al millor guió. També va ser presentada al 13è Festival Internacional de Cinema de Moscou.
El 1987 va seguir la minisèrie multipremiada Vietnam; va ser un dels primers papers importants de Nicole Kidman. Posteriorment, Duigan va treballar als Estats Units i Europa, tornant a Austràlia per fer Sirenes, guanyadora de la millor pel·lícula al Festival de Cinema de Sant Petersburg.
Als Estats Units, va dirigir Romero, protagonitzada per Raul Julia, que va guanyar el Premi Humanitas, i Innocència rebel, guanyadora de nombrosos premis en festivals europeus. A Anglaterra va dirigir Un home d'èxit, d'un guió de la seva germana Virginia, The Parole Officer amb Steve Coogan, i a Canadà/França/UK Joc de dones amb Charlize Theron i Penélope Cruz, guanyadora al Canadà de quatre premis Genie i millor pel·lícula al Festival de Cinema de Milà.
Entre 2005 i 2010, es va prendre un temps lliure de la indústria cinematogràfica per treballar en un llibre sobre ètica secular, tornant a Austràlia per dirigir Careless Love el 2011/12.

## Filmografia

### Director
- The Firm Man (1975)
- The Trespassers (1976)
- Mouth to Mouth (1978)
- Dimboola (1979)
- Winter of Our Dreams (1981)
- Far East (1982)
- One Night Stand (1984)
- Winners (sèrie de televisió de 1985) - episodi "Room to Move"
- Room to Move (telefilm de 1987)
- The Year My Voice Broke (1987)
- Vietnam (miniseries) (1987)
- Fragments of War: The Story of Damien Parer (telefilm de 1988)
- Romero (1989)
- La primera experiència (1991)
- L'ample mar dels Sargassos (1993)
- Sirenes (1994)
- El viatge d'August King (1995)
- Un home d'èxit (1996)
- Innocència rebel (1997)
- Molly (1999)
- Paranoia (2000)
- The Parole Officer (2001)
- Joc de dones (2004)
- Careless Love (2012)

### Actor
- Bonjour Balwyn (1971)